# Ясенец (Барановичский район)
Ясене́ц (бел. Ясянец) — деревня в Барановичском районе Брестской области. Входит в состав Городищенского сельсовета. Население — 16 человек (2023).
Название деревни происходит от древесной породы ясеня.

## География
Деревня находится на северной оконечности Брестской области в 24,5 км (28,5 км по автодорогам) к северу от центра города Барановичи и в 3,5 км (4,5 км по автодорогам) к северо-востоку от посёлка Городище. В 1,5 км к северу проходит граница с Кореличским районом Гродненской области. Местность принадлежит бассейну Немана, через деревню протекает река Сервеч, чуть ниже Ясенца на реке образовано Лизаровское водохранилище. Деревня связана местными дорогами с окрестными деревнями. Имеется родник (гидрологический памятник природы местного значения), молочно-товарная ферма агрокомбината «Мир» и кладбище.

## История

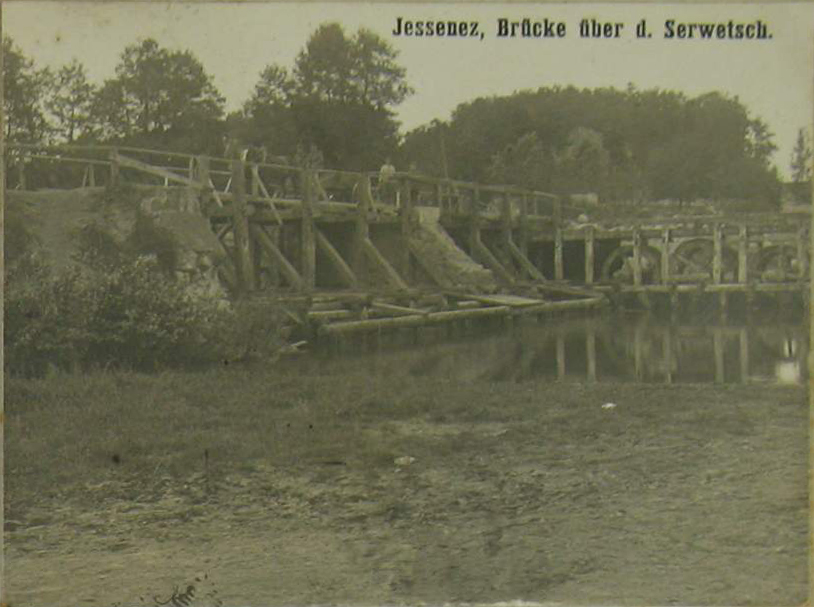
Мост через реку (1918)

Усадьба Ясенец известна с XVIII века, принадлежала роду Войно-Ясенецких, а затем Хрептовичей. В 1729 году в усадьбе родился просветитель Иоахим Хрептович.
В результате второго раздела Речи Посполитой имение оказалось в составе Российской империи, в Новогрудском уезде Минской губернии.
В XIX веке имение перешло во владение роду Верещаков, которые его расширили и возвели там ряд построек. Верещаки проживали в усадьбе вплоть до Первой мировой войны.
По переписи 1897 года — село Ясенец Городищенской волости Новогрудского уезда, 21 двор, церковь святого Николая Чудотворца (приписная к церкви села Поручин), церковно-приходская школа, водяная мельница. В 1909 году — 31 двор, 168 жителей, рядом находилось имение (1 двор, 2 жителя). На карте 1910 года деревня указана под названием Есенец.
Во время Первой мировой войны усадебный комплекс был почти полностью разрушен.
Согласно Рижскому мирному договору (1921) деревня вошла в состав межвоенной Польши, где принадлежала гмине Городище Новогрудского, а затем Барановичского повета Новогрудского воеводства. По переписи 1921 года в ней числилось 24 жилых и 2 прочих обитаемых зданий, в которых проживало 142 человека (69 мужчин, 73 женщины), из них 20 белорусов и 122 поляка (по вероисповеданию — 142 православных). Рядом находился одноимённый фольварк, в котором было 4 жилых и 2 прочих обитаемых здания, где проживало 37 человек (19 мужчин, 18 женщин), все поляки (из них 5 римских католиков и 32 православных).
С 1939 года в составе БССР, в 1940–62 годах — в Городищенском районе Барановичской, с 1954 года Брестской области. Затем — в Барановичском районе. С конца июня 1941 года до июля 1944 года оккупирована немецко-фашистскими войсками.

## Население
По состоянию на 1 января 2023 года в деревне проживало 16 человек в 10 хозяйствах, в том числе 0 моложе трудоспособного возраста, 8 — в трудоспособном возрасте и 8 — старше трудоспособного возраста. 
| Численность населения (по переписи) | Численность населения (по переписи) | Численность населения (по переписи) | Численность населения (по переписи) | Численность населения (по переписи) | Численность населения (по переписи) | Численность населения (по переписи) | Численность населения (по переписи) |
| 1897                                | 1909                                | 1921                                | 1939                                | 1970                                | 1999                                | 2009                                | 2019                                |
| ----------------------------------- | ----------------------------------- | ----------------------------------- | ----------------------------------- | ----------------------------------- | ----------------------------------- | ----------------------------------- | ----------------------------------- |
| 171                                 | ↘168                                | ↘142                                | ↗225                                | ↘221                                | ↘71                                 | ↘33                                 | ↘8                                  |

## Достопримечательности
- От усадьбы Верещаков остались лишь фрагменты парка и руины хозпостройки[15].